# Главный военный клинический госпиталь имени Н. Н. Бурденко
Главный военный клинический орденов Александра Невского, Ленина и Трудового Красного Знамени госпиталь имени академика Н. Н. Бурденко — именной (имени академика Н. Н. Бурденко) военный госпиталь, одна из крупнейших больниц (1550 коек), первое в России государственное лечебное учреждение.
Ежегодно в госпитале лечатся около 22 тысяч раненых и больных, проводится свыше 9 тысяч операций. Здесь трудятся более 3500 сотрудников, из них 800 — врачи.
На базе госпиталя функционирует 130 лечебно-диагностических отделений и лабораторий, 10 кафедр, интернатура. В госпитале работают более 70 докторов медицинских наук, 44 профессора, более 170 кандидатов медицинских наук.
Для экстренной эвакуации раненых из очагов военных действий госпиталь оснащён уникальной летающей операционно-реанимационной лабораторией «Скальпель», благодаря которой во время второй чеченской кампании сюда были доставлены более 3 тысяч раненых.

## История
Госпиталь («Военная Гошпиталь») был основан 25 мая (5 июня) 1706 года в Лефортове по указу Петра Первого и стал первым в России государственным лечебным учреждением. В фонде Монастырского приказа, хранящегося в РГАДА, в деле 1707 года находится «Выпись в Монастырском приказе в доклад боярину И. А. Мусину-Пушкину», где есть изложение указа Петра I об основании госпиталя: «В прошлом 1706 г. Великий Государь и Великий князь Пётр Алексеевич всея Великия и Малыя, и Белыя России Самодержец указал по имянному своему Великого Государя указу построить за Яузою-рекою против Немецкой слободы в пристойном месте гошпиталь для лечения болящих людей…».
Основателем госпиталя (и первой в России медицинской школы при нём) был Николай Бидлоо (руководил госпиталем до своей смерти в 1738 году), голландский врач, который до этого был личным врачом Петра I: «А у того лечения быть доктору Николаю Бидлоо, да двум лекарям, Андрею Репкину, а другому — кто прислан будет».
Первых пациентов принял 21 ноября (2 декабря) 1707 года. Первое каменное здание для госпиталя было построено в 1756 году.
10 февраля 1797 года профессор патологии и медицинской практики госпиталя М. Х. Пеккен открыл в нём «постоянную клиническую палату» — первую терапевтическую клинику в России, в которой первоначально было только 10 кроватей.

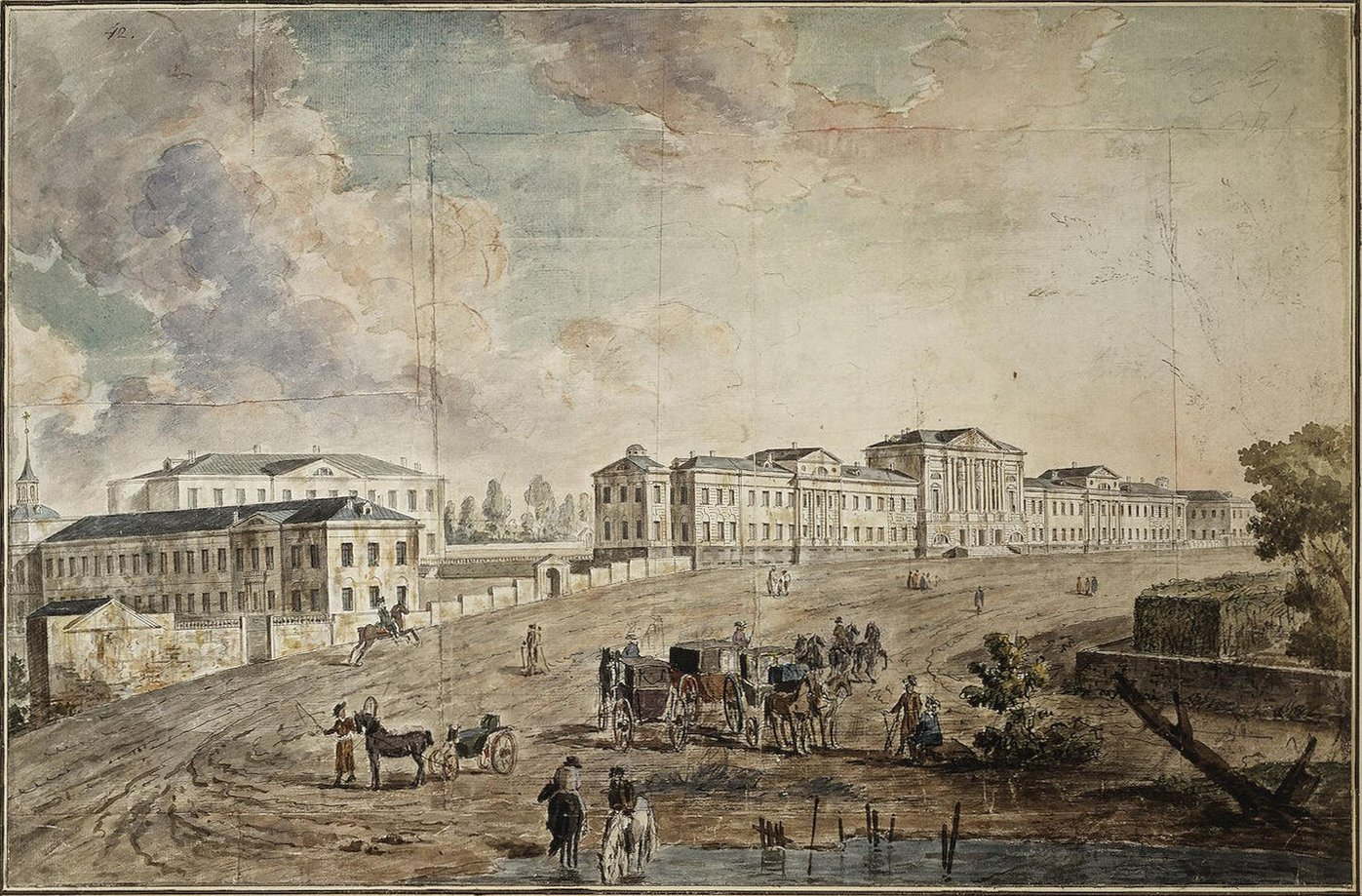
Военный госпиталь в Лефортово, начало XIX века

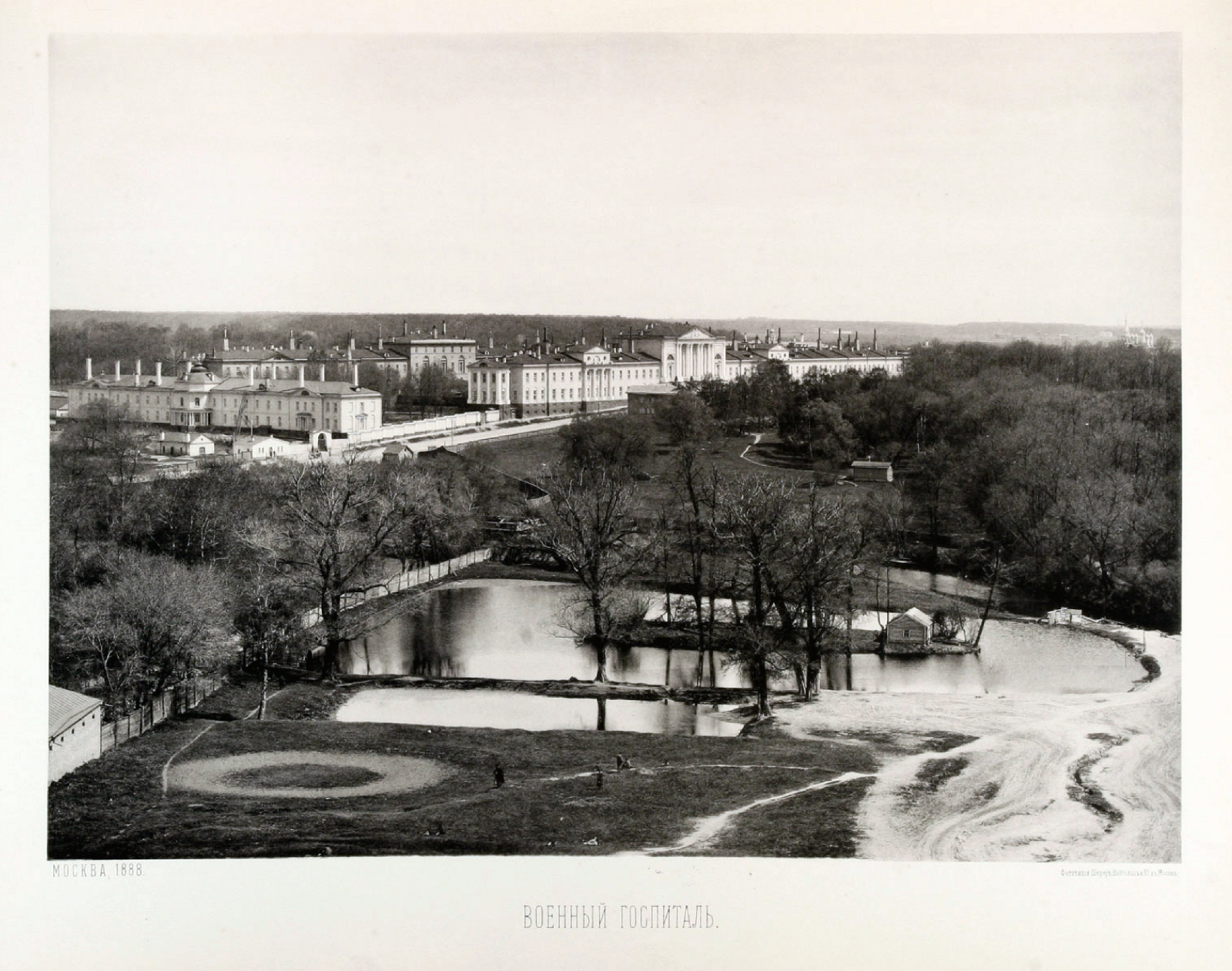
Военный госпиталь у Яузы (1888)

Основное здание госпиталя, сохранившееся до наших дней, построено в 1798—1802 годах по проекту архитектора Ивана Еготова, вскоре рядом сооружены ещё 4 корпуса. В 1839 году в госпитале открылось глазное отделение, в 1850-м — водолечебница, в 1886-м — первая в Москве «гидрофобическая станция», в 1887-м — клиническая и бактериологическая лаборатории, а в 1899 году — рентгеновский кабинет с индукторным аппаратом. К началу 20 века в госпитале действовало 22 отделения.
Самоотверженно действовали врачи госпиталя во время «Московской чумы» в 1771 году. Во время Отечественной войны 1812 года госпиталь принял свыше 17 тысяч раненых и больных, во время русско-японской войны 1904—1905 годов — около 16 000 военнослужащих, в Первую мировую войну — более 376 тысяч.
Во время Великой Отечественной войны госпиталь продолжал активную работу и назывался Московский коммунистический военный госпиталь № 393. За двести лет в госпитале пролечились почти 4 млн человек. В нём работали Л. Л. Блюментрост (директор госпиталя с 1738 года), К. И. Щепин, К. И. Ягельский, Г. М. Ореус, Е. О. Мухин, И. Т. Глебов, В. А. Басов, Н. В. Склифосовский, Н. И. Пирогов, М. М. Дитерихс и другие известные российские врачи.
Госпиталь был не только лечебным учреждением, но и учебным: здесь появилась первая в России медицинская школа для подготовки лекарей, первый анатомический центр. Ещё одна сторона его деятельности: научная — госпиталь является центром разработки и совершенствования методов оказания медицинской помощи и лечения при различных видах боевых травм.

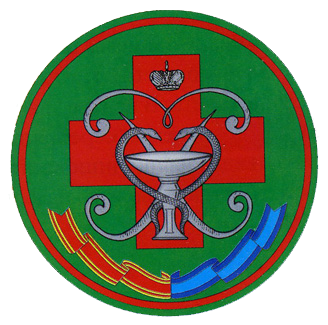
Нарукавный знак ФГКУ «ГВКГ им. Н. Н. Бурденко» Минобороны России (2005)

В 1946 госпиталю было присвоено имя академика Н. Н. Бурденко.
В 1968 году награждён орденом Трудового Красного Знамени, в 1982 году — орденом Ленина.
В 1991 году стал одним из учредителей ОАО Научно-производственная фирма «Перфторан», производящего кровезаменитель «Перфторан».
Имеет филиалы:
- № 1 (г. Москва),
- № 3 (мкрн. Купавна, г. Балашиха, Московская область),
- № 5 (г. Москва),
- № 7 (г. Сергиев Посад-6, Московская область).

## История названий
- 1707 — Московский госпиталь
- 1756 — Московский генеральный сухопутный госпиталь
- 1801 — Московский военный госпиталь
- 1907 — Московский генеральный Императора Петра I военный госпиталь
- 1917 — Московский генеральный военный госпиталь[4]
- 1918 — Первый Красноармейский Коммунистический госпиталь (1-й Красноармейский Коммунистический госпиталь)[4]
- 1927 — Московский коммунистический военный госпиталь[4][5]
- 1944 — Главный военный госпиталь Красной Армии[5]
- 1946 — Главный военный госпиталь ВС СССР имени академика Н. Н. Бурденко[5]
- 1967 — Главный военный клинический госпиталь имени академика Н. Н. Бурденко
- 1982 — Главный военный клинический орденов Ленина и Трудового Красного Знамени госпиталь имени академика Н. Н. Бурденко
- Федеральное государственное бюджетное учреждение «Главный военный клинический госпиталь имени академика Н. Н. Бурденко» Министерства обороны Российской Федерации (ФГБУ «ГВКГ им. Н. Н. Бурденко»)

## Награды
- Орден Александра Невского (2021)[6]
- Орден Ленина (1982)
- Орден Трудового Красного Знамени (1968)

## Знаки различия

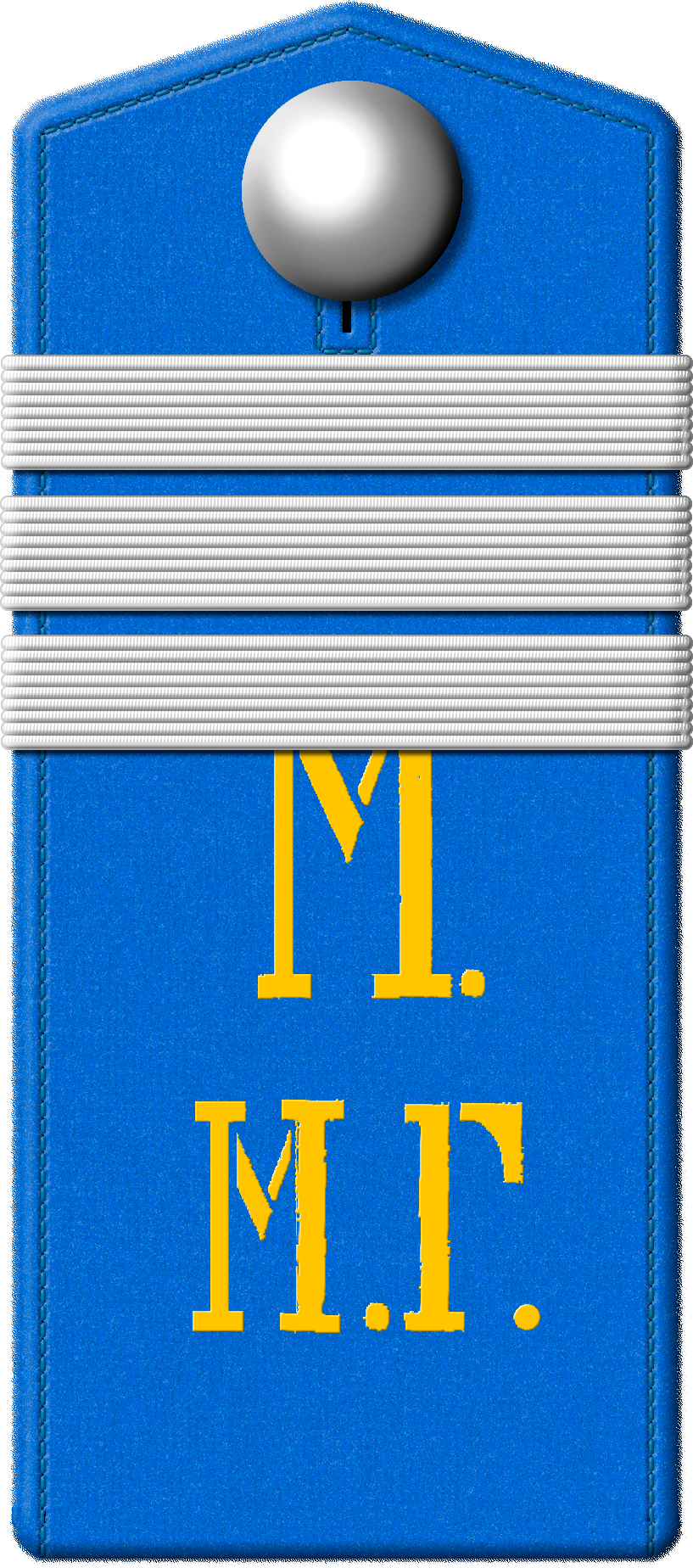
Нестроевой старшего разряда в должности старшего надзирателя за больными и ему равные госпитальные служители. Погон нижних чинов госпитальных команд (образца 1902 года)
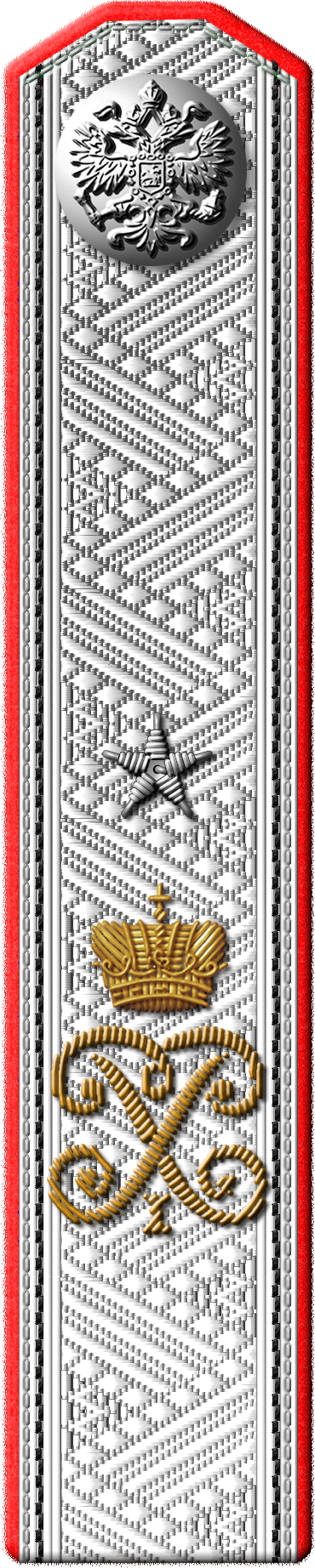
Статский советник. Погон военного врача (1907—1908)
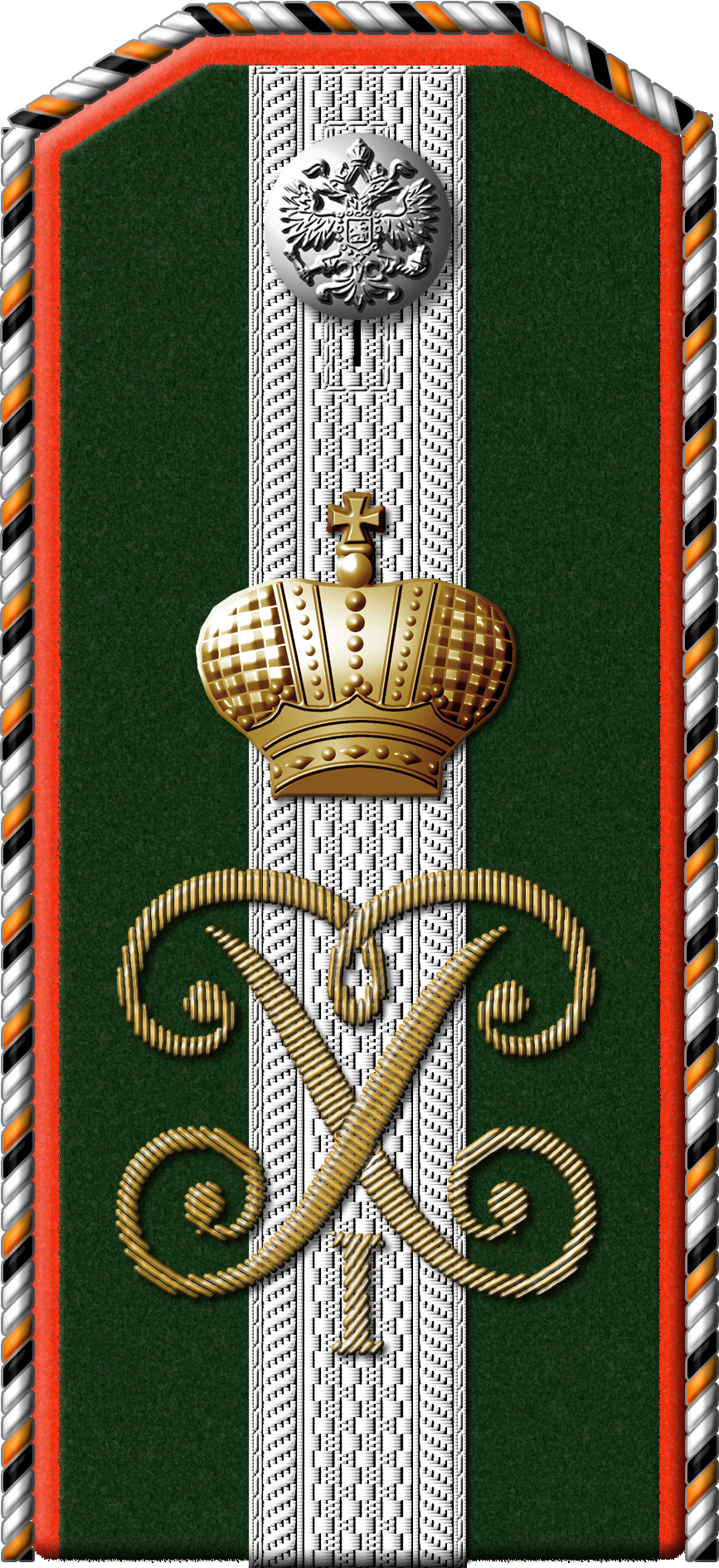
Старший фельдшер, кандидат на классную должность, окончивший военно-фельдшерскую школу (1907—1917)
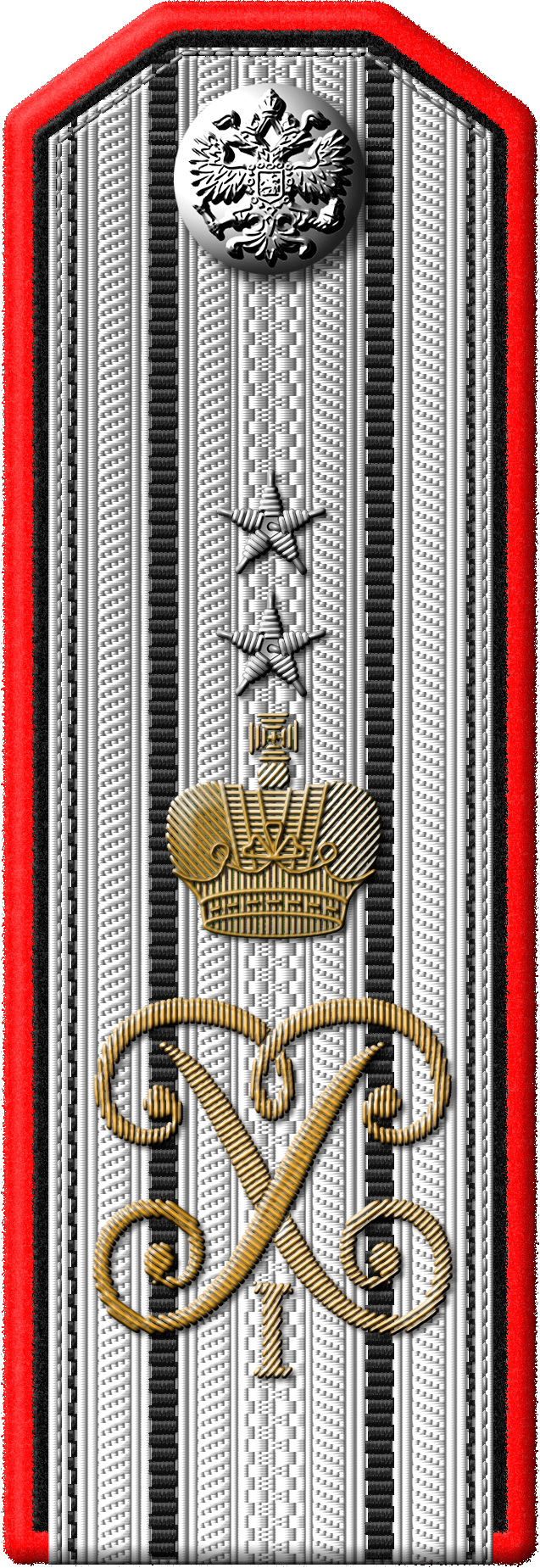
Коллежский асессор. Погон военного врача (1908—1917)

## Известные сотрудники
См. также Категория:Сотрудники ГВКГ имени Н. Н. Бурденко
В числе главных докторов Московского военного госпиталя были: А. Ф. Шафонский (в 1769—1776 годах), Х. И. Лодер (1814—1817), И. Б. Шлегель (1834—1838), В. В. Пеликан (1838—1846), А. Ф. Пальцев, О. И. Рудинский (1860—1869), И. А. Заборовский, А. М. Крупчицкий (1941—1950), Кравков Ю. С. (1973—1983), Беляев А. С. (2000)